# هيلموت فورستر
هيلموت فورستر (بالألمانية: Helmuth Förster)‏ هو ضابط ألماني، ولد في 19 أبريل 1889 في Strzelce Opolskie ‏ في بولندا، وتوفي في 7 أبريل 1965 في لينغجريس في ألمانيا.